# Túrvékonya
Túrvékonya falu Romániában, Szatmár megye keleti részén. Bikszádtól délre, Avasfelsőfalutól nyugatra fekszik.

## Története
Túrvékonya nevét a korabeli oklevelek 1490-ben említik először, Thwrwekonyaként. A falu a szinéri uradalomhoz tartozott, mely a Szatmári uradalom része volt, s annak sorsában osztozott.
A 18. században már több birtokosa is volt; a gróf Károlyi, gróf Teleki, gróf
Kornis, gróf Barkóczy, báró Vécsey, Lónyai, Becsky, Mátay, Sepsy, Dragus, Pap, Nagy és Sztán családok voltak birtokosai.
A 20. század elején nagyobb birtoka itt Vay Gábornak volt, s az övé volt a település határában levő Máriavölgyi fürdő is.
Borovszky Samu az 1900-as évek elején írta a községről: „Kisközség az Avasban, 193 házzal és 855 lakossal, kik közt 60 magyar, 24 német, 771 oláh és 776 görögkatolikus, 43 római katolikus, 10 református, 23 izr. vallású. Határa 3170 hold. Utolsó postája, vasúti és távíró állomása Vámfalu.”

## Nevezetességek
- Görögkatolikus temploma 1830-ban épült.